# Joystiq

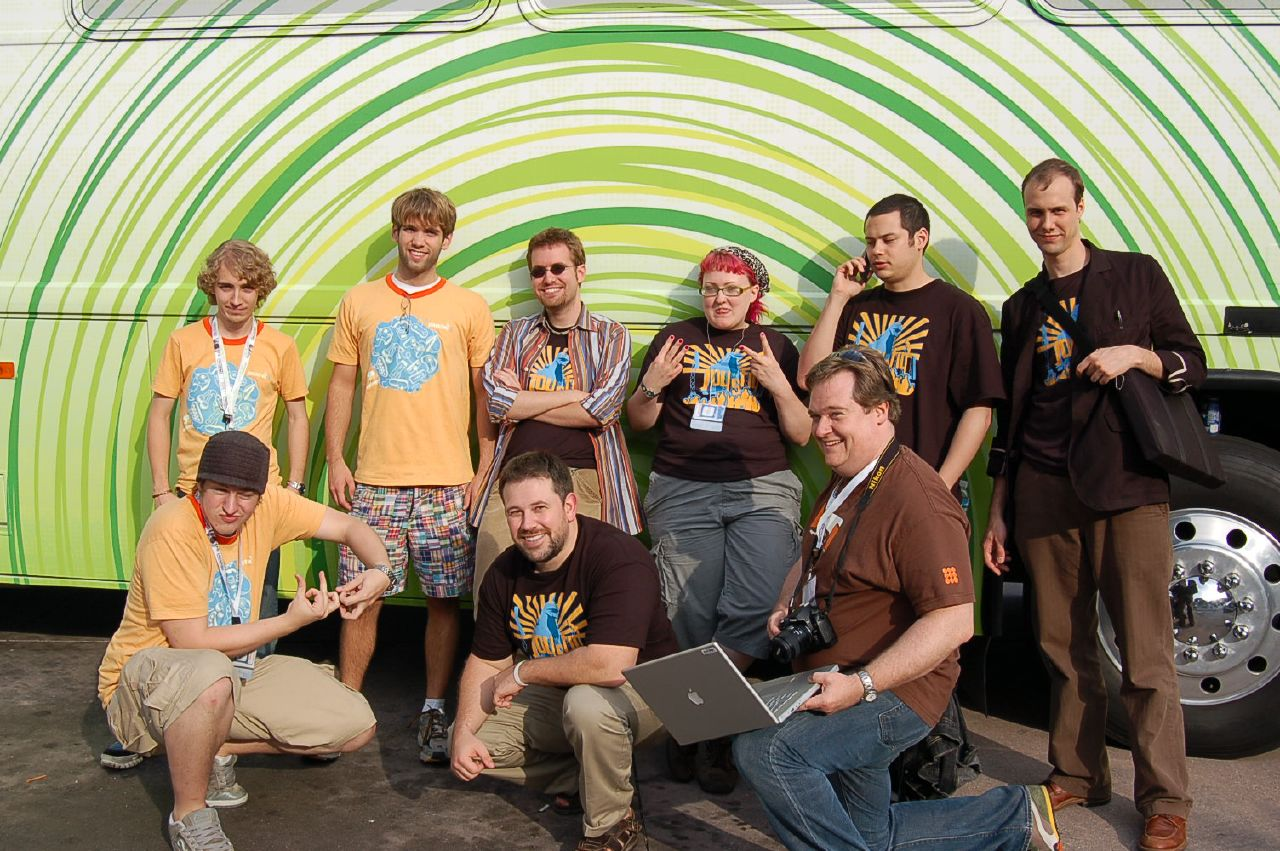
Pracownicy Joystiq na E3 2006

Joystiq – blog o grach komputerowych stworzony w czerwcu 2004 jako część blogów firmy Weblogs, Inc. Strona zajmowała się pisaniem nowości i recenzowaniem gier komputerowych. W 2015 portal został zamknięty i skonsolidowany z portalem Endgadget.
Według GamesIndustry strona miała 1,42 miliona wyświetleń w samej Wielkiej Brytanii w okresie styczeń – marzec 2012. Zajmowała także pierwsze miejsce na liście najlepszych stron o grach komputerowych według Technorati.